# Maarten Kater
Maarten Jacob Kater (Klaaswaal, 18 december 1962) is een Nederlands theoloog en hoogleraar praktische theologie aan de Theologische Universiteit Apeldoorn.

## Biografie
Maarten Kater werd geboren in Klaaswaal, maar groeide op in Middelharnis. Hij behaalde na het vwo-examen onderwijsakten wiskunde. Daarna gaf hij van 1982 tot 1990 les aan de christelijke scholengemeenschap Prins Maurits te Middelharnis. Hij huwde met Jacoba Lijntje Hartman, met wie hij vijf kinderen heeft gekregen. Van 1990 tot 1994 studeerde hij theologie aan de Theologische Universiteit van de Christelijke Gereformeerde Kerken te Apeldoorn. Na het kandidaatsexamen werd hij bevestigd tot predikant van de Christelijke Gereformeerde Kerk te Zeist door dominee Paul den Butter, die toen consulent van de gemeente te Zeist was. Tijdens zijn intrede preek bediende hij het Woord uit Johannes 1:40a : „Komt en ziet". Woorden die ook later bij zijn promotie zouden klinken. In 2007 benoemde de generale synode van de Christelijke Gereformeerde Kerken hem tot parttime docent dogmatiek en apologetiek aan de Theologische Universiteit Apeldoorn. Na de gemeente te Zeist diende hij de Christelijke Gereformeerde Kerk van Sint Jansklooster van 2009 tot 2013. Hier werd hij tot predikant bevestigd door de Urker dominee Jaap Westerink. Tijdens zijn predikantschap in Sint Jansklooster, promoveerde hij in Apeldoorn, op 29 maart 2011, bij professor Johannes Willem Maris op het proefschrift: Kom en zie (deel II). De pre-existentie van de Zoon belicht vanuit de existentie van Jezus, de Christus. Per 1 december 2013 is hij door de generale synode van de Christelijke Gereformeerde Kerken benoemd als opvolger van professor Arie Baars als hoofddocent (gereformeerde) praktische theologie. Per 1 november 2016 is hij door de generale synode van de Christelijke Gereformeerde Kerken benoemd tot hoogleraar praktische theologie.

## Publicaties
- Tegen de stroom in?! Een handreiking voor jouw vragen (Groen, 2002). (serie Jongerenperspectief)
- Is daar Iemand...?! In gesprek over de Heilige Geest (De Banier, 2014). (serie Weer Woord)
- Klopt het wel...?! Over het hart van het christelijk geloof (De Banier, 2015). (serie Weer Woord)
- Geloof je dat nu echt? Antwoorden op kritische vragen over het christelijke geloof (De Banier, 2011). (serie Weer Woord)
- Tolerantie in balans. Tussen drang en dwang van individu en collectief (Labarum Academic, 2017).
- Liever langer luisteren. Een focus op de communicatie van het Woord in de 21e eeuw. (Apeldoornse studies, nummer 70)
- Heden, indien u Zijn stem hoort. Een bijdrage tot een homiletische theologie (Apeldoornse studies, nummer 73)
- Zo is er maar Een! Wie God is en welke beelden wij van Hem hebben (De Banier, 2017). (serie Weer Woord)
- Kom en zie. De plaats en betekenis van de pre-existentie van de Zoon belicht vanuit de theologie van Kuschel, Pannenberg en Gunton (Deel 1)
- Kom en zie. De pre-existentie van de Zoon belicht vanuit de existentie van Jezus, de Christus (Deel 2)
- Een samenkomst om naar te verlangen. Over het verbazingwekkende van de kerkdienst (Den Hertog, 2018)
- Bij welk team hoor jij? Tips voor jonge christenen (De Banier, 2018).

- Gemeinsame Normdatei: 1028552742
- International Standard Name Identifier: 0000 0003 9680 4072
- Nederlandse Thesaurus van Auteursnamen: 238062376
- Virtual International Authority File: 291866170
- WorldCat: E39PBJhhpRTXkm8WGy93DMDTHC